# Université Saint Augustin de Kinshasa
L'Université Saint Augustin de Kinshasa (USAKIN) est une institution privée d'enseignement supérieur située à Kinshasa, capitale de la république démocratique du Congo (RDC), crée en 1981 et en développement.

## Mission et vision
L’USAKIN a pour mission de fournir une formation académique et professionnelle de qualité, en mettant l'accent sur les valeurs éthiques, la recherche scientifique et l'engagement communautaire. L'université aspire à former des leaders responsables capables de contribuer au développement socio-économique et culturel de la RDC et du monde.

## Facultés et programmes
L’USAKIN offre une gamme variée de programmes académiques, allant du niveau de licence au doctorat, dans plusieurs disciplines. Les principales facultés comprennent :

### Faculté des sciences sociales et humaines
- Sociologie
- Philosophie
- Histoire

### Faculté des sciences et technologies
- Informatique
- Génie civil
- Biologie

### Faculté de droit
- Droit privé
- Droit public
- Droit international

### Faculté de médecine et de santé publique
- Médecine générale
- Santé publique

## Activités de recherche
L’USAKIN encourage activement la recherche scientifique dans divers domaines. Des collaborations sont établies avec d'autres universités et institutions, tant au niveau national qu’international. Les principaux axes de recherche incluent :
- Le développement durable
- La santé publique
- Les technologies de l'information
- Les études culturelles et historiques

## Partenariats et coopérations
L’université bénéficie de partenariats stratégiques avec plusieurs institutions académiques et organisations internationales. Ces collaborations visent à renforcer la qualité de l’enseignement, à promouvoir la mobilité étudiante et à favoriser les échanges académiques.

## Vie étudiante
L’USAKIN offre une vie étudiante dynamique et diversifiée, avec des activités culturelles, sportives et sociales. Des associations étudiantes et des clubs permettent aux étudiants de s’engager activement dans la communauté universitaire.

## Admission
L'admission à l'USAKIN est ouverte aux étudiants remplissant les critères académiques requis. Les candidats doivent soumettre un dossier complet comprenant :
- Un diplôme de fin d’études secondaires ou équivalent
- Une lettre de motivation
- Les relevés de notes

## Anciens étudiants
Les diplômés de l'USAKIN occupent des postes de responsabilité dans divers secteurs, notamment l'administration publique, les entreprises privées, les ONG et les institutions académiques.